# Interlands Spaans voetbalelftal 1950-1959
Deze pagina toont een chronologisch en gedetailleerd overzicht van de interlands die het Spaans voetbalelftal heeft gespeeld in de periode 1950 – 1959.

## Interlands

### 1950
|                                                                        |                                                                                  |       |                      |                                                                                |
| 2 april WK 1950 kwalificatie № 77 «onderlinge duels» 17:00 uur (UTC+1) | Spanje                                                                           | 5 – 1 | Portugal             | Estadio Chamartín, Madrid Toeschouwers: 80.000 Scheidsrechter: Reg Leafe (ENG) |
| 2 april WK 1950 kwalificatie № 77 «onderlinge duels» 17:00 uur (UTC+1) | Telmo Zarra 18', 58' Estanislau Basora 19' José Luis Panizo 20' Luis Molowny 65' |       | 38' Fernando Cabrita | Estadio Chamartín, Madrid Toeschouwers: 80.000 Scheidsrechter: Reg Leafe (ENG) |

|                                                                      |                                      |       |                                    |                                                                                         |
| 9 april WK 1950 kwalificatie № 78 «onderlinge duels» 16:30 uur (UTC) | Portugal                             | 2 – 2 | Spanje                             | Estádio Nacional do Jamor, Oeiras Toeschouwers: 30.000 Scheidsrechter: Jack Mowat (SCO) |
| 9 april WK 1950 kwalificatie № 78 «onderlinge duels» 16:30 uur (UTC) | José Travassos 52' Jesus Correia 54' |       | 25' Telmo Zarra 82' Agustín Gaínza | Estádio Nacional do Jamor, Oeiras Toeschouwers: 30.000 Scheidsrechter: Jack Mowat (SCO) |

| Wereldkampioenschap voetbal 1950 |
| -------------------------------- |

|                                                                   |                  |       |                                                          |                                                                                            |
| 25 juni WK 1950 Groep B № 79 «onderlinge duels» 15:00 uur (UTC−3) | Verenigde Staten | 1 – 3 | Spanje                                                   | Estádio Durival de Britto, Curitiba Toeschouwers: 9.511 Scheidsrechter: Mário Vianna (BRA) |
| 25 juni WK 1950 Groep B № 79 «onderlinge duels» 15:00 uur (UTC−3) | Gino Pariani 17' |       | 81' Silvestre Igoa 83' Estanislau Basora 89' Telmo Zarra | Estádio Durival de Britto, Curitiba Toeschouwers: 9.511 Scheidsrechter: Mário Vianna (BRA) |

|                                                                   |       |                                       |        |                                                                                             |
| 29 juni WK 1950 Groep B № 80 «onderlinge duels» 15:00 uur (UTC−3) | Chili | 0 – 2                                 | Spanje | Maracanã, Rio de Janeiro Toeschouwers: 19.790 Scheidsrechter: Alberto da Gama Malcher (BRA) |
| 29 juni WK 1950 Groep B № 80 «onderlinge duels» 15:00 uur (UTC−3) |       | 17' Estanislau Basora 30' Telmo Zarra |        | Maracanã, Rio de Janeiro Toeschouwers: 19.790 Scheidsrechter: Alberto da Gama Malcher (BRA) |

|                                                                  |          |                 |        |                                                                                      |
| 2 juli WK 1950 Groep B № 81 «onderlinge duels» 15:00 uur (UTC−3) | Engeland | 0 – 1           | Spanje | Maracanã, Rio de Janeiro Toeschouwers: 74.462 Scheidsrechter: Giovanni Galeati (ITA) |
| 2 juli WK 1950 Groep B № 81 «onderlinge duels» 15:00 uur (UTC−3) |          | 49' Telmo Zarra |        | Maracanã, Rio de Janeiro Toeschouwers: 74.462 Scheidsrechter: Giovanni Galeati (ITA) |

|                                                                      |                                        |       |                            |                                                                                            |
| 9 juli WK 1950 Finalegroep № 82 «onderlinge duels» 15:00 uur (UTC−3) | Uruguay                                | 2 – 2 | Spanje                     | Estádio do Pacaembu, São Paulo Toeschouwers: 44.802 Scheidsrechter: Mervyn Griffiths (WAL) |
| 9 juli WK 1950 Finalegroep № 82 «onderlinge duels» 15:00 uur (UTC−3) | Alcides Ghiggia 29' Obdulio Varela 73' |       | 37', 39' Estanislau Basora | Estádio do Pacaembu, São Paulo Toeschouwers: 44.802 Scheidsrechter: Mervyn Griffiths (WAL) |

|                                                                       | |       |                    |                                                                                |
| 13 juli WK 1950 Finalegroep № 83 «onderlinge duels» 15:00 uur (UTC−3) | Brazilië | 6 – 1 | Spanje             | Maracanã, Rio de Janeiro Toeschouwers: 152.772 Scheidsrechter: Reg Leafe (ENG) |
| 13 juli WK 1950 Finalegroep № 83 «onderlinge duels» 15:00 uur (UTC−3) | José Parra Martínez 15' (e.d.) Jair da Rosa Pinto 21' Francisco Aramburu 31', 55' Ademir Marques de Menezes 57' Thomaz Soares da Silva 67' |       | 71' Silvestre Igoa | Maracanã, Rio de Janeiro Toeschouwers: 152.772 Scheidsrechter: Reg Leafe (ENG) |

|                                                                        |                 |       |                                                           |                                                                                              |
| 16 juli WK 1950 Finalegroep № 285 «onderlinge duels» 15:00 uur (UTC−3) | Spanje          | 1 – 3 | Zweden                                                    | Estádio do Pacaembu, São Paulo Toeschouwers: 11.227 Scheidsrechter: Karel van der Meer (NED) |
| 16 juli WK 1950 Finalegroep № 285 «onderlinge duels» 15:00 uur (UTC−3) | Telmo Zarra 82' |       | 15' Stig Sundqvist 33' Bror Mellberg 80' Karl-Erik Palmér | Estádio do Pacaembu, São Paulo Toeschouwers: 11.227 Scheidsrechter: Karel van der Meer (NED) |

|  |  |  |  |  |  |  |  |  |

### 1951
|                                                                         |                                                                       |       |                                                   |                                                                                |
| 18 februari Vriendschappelijk № 85 «onderlinge duels» 16:00 uur (UTC+1) | Spanje                                                                | 6 – 3 | Zwitserland                                       | Estadio Chamartín, Madrid Toeschouwers: 80.000 Scheidsrechter: Reg Leafe (ENG) |
| 18 februari Vriendschappelijk № 85 «onderlinge duels» 16:00 uur (UTC+1) | Telmo Zarra 12', 35', 60', 65' Agustín Gaínza 52' César Rodríguez 83' |       | 38', 89' Alfred Bickel 68' Hans-Peter Friedländer | Estadio Chamartín, Madrid Toeschouwers: 80.000 Scheidsrechter: Reg Leafe (ENG) |

|                                                                     |                                                  |       |                                         |                                                                                  |
| 10 juni Vriendschappelijk № 86 «onderlinge duels» 16:00 uur (UTC+1) | België                                           | 3 – 3 | Spanje                                  | Heizelstadion, Brussel Toeschouwers: 35.367 Scheidsrechter: Agostino Gamba (ITA) |
| 10 juni Vriendschappelijk № 86 «onderlinge duels» 16:00 uur (UTC+1) | Raymond Van Gestel 1', 85' Gust Van Steelant 57' |       | 28' Marià Gonzalvo 47', 71' Telmo Zarra | Heizelstadion, Brussel Toeschouwers: 35.367 Scheidsrechter: Agostino Gamba (ITA) |

|                                                                     |        |       |        |                                                                                   |
| 17 juni Vriendschappelijk № 87 «onderlinge duels» 14:00 uur (UTC+1) | Zweden | 0 – 0 | Spanje | Råsundastadion, Solna Toeschouwers: 26.729 Scheidsrechter: Giorgio Bernardi (ITA) |
| 17 juni Vriendschappelijk № 87 «onderlinge duels» 14:00 uur (UTC+1) |        |       |        | Råsundastadion, Solna Toeschouwers: 26.729 Scheidsrechter: Giorgio Bernardi (ITA) |

### 1952
|                                                                    | |       |         |                                                                                |
| 1 juni Vriendschappelijk № 88 «onderlinge duels» 18:00 uur (UTC+1) | Spanje                                                                                                  | 6 – 0 | Ierland | Estadio Chamartín, Madrid Toeschouwers: 75.000 Scheidsrechter: Reg Leafe (ENG) |
| 1 juni Vriendschappelijk № 88 «onderlinge duels» 18:00 uur (UTC+1) | Gerardo Coque 2' Agustín Gaínza 10' César Rodríguez 14' Estanislau Basora 43', 69' José Luis Panizo 52' |       |         | Estadio Chamartín, Madrid Toeschouwers: 75.000 Scheidsrechter: Reg Leafe (ENG) |

|                                                                    |         |       |        |                                                                                         |
| 8 juni Vriendschappelijk № 89 «onderlinge duels» 17:00 uur (UTC+2) | Turkije | 0 – 0 | Spanje | Mithatpaşastadion, Istanbul Toeschouwers: 30.000 Scheidsrechter: Giuseppe Carpani (ITA) |
| 8 juni Vriendschappelijk № 89 «onderlinge duels» 17:00 uur (UTC+2) |         |       |        | Mithatpaşastadion, Istanbul Toeschouwers: 30.000 Scheidsrechter: Giuseppe Carpani (ITA) |

|                                                                        |        |                     |            |                                                                                   |
| 7 december Vriendschappelijk № 90 «onderlinge duels» 15:30 uur (UTC+1) | Spanje | 0 – 1               | Argentinië | Estadio Chamartín, Madrid Toeschouwers: 72.000 Scheidsrechter: Arthur Ellis (ENG) |
| 7 december Vriendschappelijk № 90 «onderlinge duels» 15:30 uur (UTC+1) |        | 58' Ricardo Infante |            | Estadio Chamartín, Madrid Toeschouwers: 72.000 Scheidsrechter: Arthur Ellis (ENG) |

|                                                                         |                                               |       |                                    |                                                                                         |
| 28 december Vriendschappelijk № 91 «onderlinge duels» 15:30 uur (UTC+1) | Spanje                                        | 2 – 2 | West-Duitsland                     | Estadio Chamartín, Madrid Toeschouwers: 80.000 Scheidsrechter: Vincenzo Orlandini (ITA) |
| 28 december Vriendschappelijk № 91 «onderlinge duels» 15:30 uur (UTC+1) | Agustín Gaínza 25' César Rodríguez 69' (pen.) |       | 7' Ottmar Walter 30' Berni Termath | Estadio Chamartín, Madrid Toeschouwers: 80.000 Scheidsrechter: Vincenzo Orlandini (ITA) |

### 1953
|                                                                      |                                           |       |                        |                                                                                               |
| 19 maart Vriendschappelijk № 92 «onderlinge duels» 16:30 uur (UTC+1) | Spanje                                    | 3 – 1 | België                 | Camp de Les Corts, Barcelona Toeschouwers: 50.000 Scheidsrechter: Joaquim Reis e Santos (POR) |
| 19 maart Vriendschappelijk № 92 «onderlinge duels» 16:30 uur (UTC+1) | Venancio Pérez 42' Javier Marcet 67', 82' |       | 84' Victor Lemberechts | Camp de Les Corts, Barcelona Toeschouwers: 50.000 Scheidsrechter: Joaquim Reis e Santos (POR) |

|                                                                    |                    |       |        |                                                                                          |
| 5 juli Vriendschappelijk № 93 «onderlinge duels» 15:00 uur (UTC−3) | Argentinië         | 1 – 0 | Spanje | Estadio Monumental, Buenos Aires Toeschouwers: 100.000 Scheidsrechter: Arthur Luty (ENG) |
| 5 juli Vriendschappelijk № 93 «onderlinge duels» 15:00 uur (UTC−3) | Ernesto Grillo 86' |       |        | Estadio Monumental, Buenos Aires Toeschouwers: 100.000 Scheidsrechter: Arthur Luty (ENG) |

|                                                                     |                  |       |                                      |                                                                                     |
| 12 juli Vriendschappelijk № 94 «onderlinge duels» 15:00 uur (UTC−4) | Chili            | 1 – 2 | Spanje                               | Estadio Nacional, Santiago Toeschouwers: 54.877 Scheidsrechter: Ralph Tarratt (ENG) |
| 12 juli Vriendschappelijk № 94 «onderlinge duels» 15:00 uur (UTC−4) | Manuel Muñoz 84' |       | 10' Venancio Pérez 33' László Kubala | Estadio Nacional, Santiago Toeschouwers: 54.877 Scheidsrechter: Ralph Tarratt (ENG) |

|                                                                        |                                     |       |                                       |                                                                               |
| 8 november Vriendschappelijk № 95 «onderlinge duels» 16:00 uur (UTC+1) | Spanje                              | 2 – 2 | Zweden                                | San Mamés, Bilbao Toeschouwers: 45.000 Scheidsrechter: Raymond Vincenti (FRA) |
| 8 november Vriendschappelijk № 95 «onderlinge duels» 16:00 uur (UTC+1) | Venancio Pérez 12' Luis Molowny 62' |       | 16' John Eriksson 23' Frank Jacobsson | San Mamés, Bilbao Toeschouwers: 45.000 Scheidsrechter: Raymond Vincenti (FRA) |

### 1954
|                                                                          |                                                                                  |       |                  |                                                                                        |
| 6 januari WK 1954 kwalificatie № 96 «onderlinge duels» 15:30 uur (UTC+1) | Spanje                                                                           | 4 – 1 | Turkije          | Estadio Chamartín, Madrid Toeschouwers: 110.000 Scheidsrechter: Raymond Vincenti (FRA) |
| 6 januari WK 1954 kwalificatie № 96 «onderlinge duels» 15:30 uur (UTC+1) | Venancio Pérez 12' Agustín Gaínza 48' Miguel González Pérez 49' Rafael Alsua 55' |       | 31' Recep Adanır | Estadio Chamartín, Madrid Toeschouwers: 110.000 Scheidsrechter: Raymond Vincenti (FRA) |

|                                                                         |                   |       |        |                                                                                       |
| 14 maart WK 1954 kwalificatie № 97 «onderlinge duels» 15:00 uur (UTC+2) | Turkije           | 1 – 0 | Spanje | Mithatpaşastadion, Istanbul Toeschouwers: 25.449 Scheidsrechter: Emil Schmetzer (FRG) |
| 14 maart WK 1954 kwalificatie № 97 «onderlinge duels» 15:00 uur (UTC+2) | Burhan Sargın 14' |       |        | Mithatpaşastadion, Istanbul Toeschouwers: 25.449 Scheidsrechter: Emil Schmetzer (FRG) |

|                                                                         |                                       |       |                                      |                                                                                   |
| 17 maart WK 1954 kwalificatie № 98 «onderlinge duels» 15:30 uur (UTC+1) | Spanje                                | 2 – 2 | Turkije                              | Stadio Olimpico, Rome Toeschouwers: 60.000 Scheidsrechter: Giorgio Bernardi (ITA) |
| 17 maart WK 1954 kwalificatie № 98 «onderlinge duels» 15:30 uur (UTC+1) | Burhan Sargın 38' Adrián Escudero 78' |       | 11' José Luis Artetxe 63' Suat Mamat | Stadio Olimpico, Rome Toeschouwers: 60.000 Scheidsrechter: Giorgio Bernardi (ITA) |

### 1955
|                                                                      |                    |       |                                   |                                                                                                  |
| 17 maart Vriendschappelijk № 99 «onderlinge duels» 16:30 uur (UTC+1) | Spanje             | 1 – 2 | Frankrijk                         | Estadio Santiago Bernabéu, Madrid Toeschouwers: 125.000 Scheidsrechter: Vincenzo Orlandini (ITA) |
| 17 maart Vriendschappelijk № 99 «onderlinge duels» 16:30 uur (UTC+1) | Agustín Gaínza 11' |       | 35' Raymond Kopa 73' Jean Vincent | Estadio Santiago Bernabéu, Madrid Toeschouwers: 125.000 Scheidsrechter: Vincenzo Orlandini (ITA) |

|                                                                     |                 |       |                 |                                                                                              |
| 18 mei Vriendschappelijk № 100 «onderlinge duels» 17:30 uur (UTC+1) | Spanje          | 1 – 1 | Engeland        | Estadio Santiago Bernabéu, Madrid Toeschouwers: 125.000 Scheidsrechter: Riccardo Pieri (ITA) |
| 18 mei Vriendschappelijk № 100 «onderlinge duels» 17:30 uur (UTC+1) | Héctor Rial 65' |       | 38' Roy Bentley | Estadio Santiago Bernabéu, Madrid Toeschouwers: 125.000 Scheidsrechter: Riccardo Pieri (ITA) |

|                                                                      |             |                                                             |        |                                                                                          |
| 19 juni Vriendschappelijk № 101 «onderlinge duels» 17:00 uur (UTC+1) | Zwitserland | 0 – 3                                                       | Spanje | Stade des Charmilles, Genève Toeschouwers: 25.500 Scheidsrechter: Giorgio Bernardi (ITA) |
| 19 juni Vriendschappelijk № 101 «onderlinge duels» 17:00 uur (UTC+1) |             | 2' Enrique Collar 54' Eneko Arieta 89' José María Maguregui |        | Stade des Charmilles, Genève Toeschouwers: 25.500 Scheidsrechter: Giorgio Bernardi (ITA) |

|                                                                        |                                        |       |                 |                                                                                |
| 27 november Vriendschappelijk № 102 «onderlinge duels» 15:30 uur (UTC) | Ierland                                | 2 – 2 | Spanje          | Dalymount Park, Dublin Toeschouwers: 35.000 Scheidsrechter: Arthur Ellis (ENG) |
| 27 november Vriendschappelijk № 102 «onderlinge duels» 15:30 uur (UTC) | Arthur Fitzsimons 8' Alf Ringstead 76' |       | 24', 44' Pahiño | Dalymount Park, Dublin Toeschouwers: 35.000 Scheidsrechter: Arthur Ellis (ENG) |

|                                                                        |                                                   |       |            |                                                                                   |
| 30 november Vriendschappelijk № 103 «onderlinge duels» 14:00 uur (UTC) | Engeland                                          | 4 – 1 | Spanje     | Wembley Stadium, Londen Toeschouwers: 95.550 Scheidsrechter: Maurice Guigue (FRA) |
| 30 november Vriendschappelijk № 103 «onderlinge duels» 14:00 uur (UTC) | John Atyeo 12' Bill Perry 13', 60' Tom Finney 59' |       | 78' Arieta | Wembley Stadium, Londen Toeschouwers: 95.550 Scheidsrechter: Maurice Guigue (FRA) |

### 1956
|                                                                     |                                 |       |                   |                                                                                                |
| 3 juni Vriendschappelijk № 104 «onderlinge duels» 17:00 uur (UTC+1) | Portugal                        | 3 – 1 | Spanje            | Estádio Nacional do Jamor, Oeiras Toeschouwers: 75.000 Scheidsrechter: Jacques Devillers (FRA) |
| 3 juni Vriendschappelijk № 104 «onderlinge duels» 17:00 uur (UTC+1) | Francisco Palmeiro 5', 26', 43' |       | 38' Joaquín Peiró | Estádio Nacional do Jamor, Oeiras Toeschouwers: 75.000 Scheidsrechter: Jacques Devillers (FRA) |

### 1957
|                                                                         |                                                                      |       |                            |                                                                                        |
| 30 januari Vriendschappelijk № 105 «onderlinge duels» 16:00 uur (UTC+1) | Spanje                                                               | 5 – 1 | Nederland                  | Estadio Santiago Bernabéu, Madrid Toeschouwers: 90.000 Scheidsrechter: Reg Leafe (ENG) |
| 30 januari Vriendschappelijk № 105 «onderlinge duels» 16:00 uur (UTC+1) | Jesús Garay 14' Alfredo Di Stéfano 46', 70', 89' Ladislao Kubala 54' |       | 76' (pen.) Tinus Bosselaar | Estadio Santiago Bernabéu, Madrid Toeschouwers: 90.000 Scheidsrechter: Reg Leafe (ENG) |

|                                                                          |                                           |       |                    |                                                                                              |
| 10 maart WK 1958 kwalificatie № 106 «onderlinge duels» 16:30 uur (UTC+1) | Spanje                                    | 2 – 2 | Zwitserland        | Estadio Santiago Bernabéu, Madrid Toeschouwers: 120.000 Scheidsrechter: Erich Asmussen (FRG) |
| 10 maart WK 1958 kwalificatie № 106 «onderlinge duels» 16:30 uur (UTC+1) | Luis Suárez 29' Miguel González Pérez 48' |       | 6', 67' Seppe Hügi | Estadio Santiago Bernabéu, Madrid Toeschouwers: 120.000 Scheidsrechter: Erich Asmussen (FRG) |

|                                                                       |        |                                                                     |        |                                                                              |
| 31 maart Vriendschappelijk № 107 «onderlinge duels» 15:00 uur (UTC+1) | België | 0 – 5                                                               | Spanje | Heizelstadion, Brussel Toeschouwers: 54.719 Scheidsrechter: Sepp Gulde (SUI) |
| 31 maart Vriendschappelijk № 107 «onderlinge duels» 15:00 uur (UTC+1) |        | 26', 73' Alfredo Di Stéfano 28', 76' Luis Suárez 30' Enrique Mateos |        | Heizelstadion, Brussel Toeschouwers: 54.719 Scheidsrechter: Sepp Gulde (SUI) |

|                                                                       |                                                  |       |                                     |                                                                               |
| 8 mei WK 1958 kwalificatie № 108 «onderlinge duels» 18:45 uur (UTC+1) | Schotland                                        | 4 – 2 | Spanje                              | Hampden Park, Glasgow Toeschouwers: 88.890 Scheidsrechter: Albert Dusch (FRG) |
| 8 mei WK 1958 kwalificatie № 108 «onderlinge duels» 18:45 uur (UTC+1) | Jackie Mudie 23', 65', 78' John Hewie 40' (pen.) |       | 28' Ladislao Kubala 49' Luis Suárez | Hampden Park, Glasgow Toeschouwers: 88.890 Scheidsrechter: Albert Dusch (FRG) |

|                                                                        |                                                        |       |                  |                                                                                        |
| 26 mei WK 1958 kwalificatie № 109 «onderlinge duels» 17:30 uur (UTC+1) | Spanje                                                 | 4 – 1 | Schotland        | Estadio Santiago Bernabéu, Madrid Toeschouwers: 90.000 Scheidsrechter: Reg Leafe (ENG) |
| 26 mei WK 1958 kwalificatie № 109 «onderlinge duels» 17:30 uur (UTC+1) | Enrique Mateos 11' Ladislao Kubala 33' Basora 60', 87' |       | 84' Gordon Smith | Estadio Santiago Bernabéu, Madrid Toeschouwers: 90.000 Scheidsrechter: Reg Leafe (ENG) |

|                                                                         |                                      |       |         |                                                                                               |
| 6 november Vriendschappelijk № 110 «onderlinge duels» 16:00 uur (UTC+1) | Spanje                               | 3 – 0 | Turkije | Estadio Santiago Bernabéu, Madrid Toeschouwers: 23.578 Scheidsrechter: Francisco Guerra (POR) |
| 6 november Vriendschappelijk № 110 «onderlinge duels» 16:00 uur (UTC+1) | Ladislao Kubala 18', 38' (pen.), 80' |       |         | Estadio Santiago Bernabéu, Madrid Toeschouwers: 23.578 Scheidsrechter: Francisco Guerra (POR) |

|                                                                             |                     |       |                                                      | |
| 24 november WK 1958 kwalificatie № 111 «onderlinge duels» 14:30 uur (UTC+1) | Zwitserland         | 1 – 4 | Spanje                                               | Stade Olympique de la Pontaise, Lausanne Toeschouwers: 43.500 Scheidsrechter: Albert Alsteen (BEL) |
| 24 november WK 1958 kwalificatie № 111 «onderlinge duels» 14:30 uur (UTC+1) | Robert Ballaman 61' |       | 19', 72' Ladislao Kubala 24', 55' Alfredo Di Stéfano | Stade Olympique de la Pontaise, Lausanne Toeschouwers: 43.500 Scheidsrechter: Albert Alsteen (BEL) |

### 1958
|                                                                       |                                      |       |                                        |                                                                                 |
| 13 maart Vriendschappelijk № 112 «onderlinge duels» 15:00 uur (UTC+1) | Frankrijk                            | 2 – 2 | Spanje                                 | Parc des Princes, Parijs Toeschouwers: 37.983 Scheidsrechter: Jack Clough (ENG) |
| 13 maart Vriendschappelijk № 112 «onderlinge duels» 15:00 uur (UTC+1) | Just Fontaine 49' Roger Piantoni 65' |       | 15' Ladislao Kubala 58' Enrique Collar | Parc des Princes, Parijs Toeschouwers: 37.983 Scheidsrechter: Jack Clough (ENG) |

|                                                                       |                                      |       |        |                                                                                        |
| 19 maart Vriendschappelijk № 113 «onderlinge duels» 16:00 uur (UTC+1) | West-Duitsland                       | 2 – 0 | Spanje | Waldstadion, Frankfurt am Main Toeschouwers: 81.000 Scheidsrechter: Arthur Ellis (ENG) |
| 19 maart Vriendschappelijk № 113 «onderlinge duels» 16:00 uur (UTC+1) | Berni Klodt 45' Hans Cieslarczyk 47' |       |        | Waldstadion, Frankfurt am Main Toeschouwers: 81.000 Scheidsrechter: Arthur Ellis (ENG) |

|                                                                       |                        |       |          |                                                                                              |
| 13 april Vriendschappelijk № 114 «onderlinge duels» 17:00 uur (UTC+1) | Spanje                 | 1 – 0 | Portugal | Estadio Santiago Bernabéu, Madrid Toeschouwers: 80.000 Scheidsrechter: Marcel Lequesne (FRA) |
| 13 april Vriendschappelijk № 114 «onderlinge duels» 17:00 uur (UTC+1) | Alfredo Di Stéfano 85' |       |          | Estadio Santiago Bernabéu, Madrid Toeschouwers: 80.000 Scheidsrechter: Marcel Lequesne (FRA) |

|                                                                         |                                                                    |       |                                  |                                                                                              |
| 15 oktober Vriendschappelijk № 115 «onderlinge duels» 20:15 uur (UTC+1) | Spanje                                                             | 6 – 2 | Noord-Ierland                    | Estadio Santiago Bernabéu, Madrid Toeschouwers: 120.000 Scheidsrechter: Joaquim Campos (POR) |
| 15 oktober Vriendschappelijk № 115 «onderlinge duels» 20:15 uur (UTC+1) | Justo Tejada 3', 47', 78', 87' Ladislao Kubala 11' Luis Suárez 58' |       | 50' Billy Cush 77' Jimmy McIlroy | Estadio Santiago Bernabéu, Madrid Toeschouwers: 120.000 Scheidsrechter: Joaquim Campos (POR) |

### 1959
|                                                                          |                        |       |                        |                                                                                    |
| 28 februari Vriendschappelijk № 116 «onderlinge duels» 15:30 uur (UTC+1) | Italië                 | 1 – 1 | Spanje                 | Stadio Olimpico, Rome Toeschouwers: 65.000 Scheidsrechter: Friedrich Seipelt (AUT) |
| 28 februari Vriendschappelijk № 116 «onderlinge duels» 15:30 uur (UTC+1) | Francisco Lojacono 84' |       | 68' Alfredo Di Stéfano | Stadio Olimpico, Rome Toeschouwers: 65.000 Scheidsrechter: Friedrich Seipelt (AUT) |

|                                                                         |                                     |       |                                                  |                                                                                |
| 28 juni EK 1960 kwalificatie № 117 «onderlinge duels» 17:30 uur (UTC+2) | Polen                               | 2 – 4 | Spanje                                           | Śląskistadion, Chorzów Toeschouwers: 71.469 Scheidsrechter: Arthur Ellis (ENG) |
| 28 juni EK 1960 kwalificatie № 117 «onderlinge duels» 17:30 uur (UTC+2) | Ernest Pohl 34' Lucjan Brychczy 62' |       | 40', 52' Luis Suárez 41', 56' Alfredo Di Stéfano | Śląskistadion, Chorzów Toeschouwers: 71.469 Scheidsrechter: Arthur Ellis (ENG) |

|                                                                            |                                                                       |       |       |                                                                                           |
| 14 oktober EK 1960 kwalificatie № 118 «onderlinge duels» 20:30 uur (UTC+1) | Spanje                                                                | 3 – 0 | Polen | Estadio Santiago Bernabéu, Madrid Toeschouwers: 62.070 Scheidsrechter: Karoly Balla (HUN) |
| 14 oktober EK 1960 kwalificatie № 118 «onderlinge duels» 20:30 uur (UTC+1) | Alfredo Di Stéfano 30' Enrique Gensana Merola 69' Francisco Gento 85' |       |       | Estadio Santiago Bernabéu, Madrid Toeschouwers: 62.070 Scheidsrechter: Karoly Balla (HUN) |

|                                                                          |                                                                                                 |       |                                                       |                                                                                       |
| 22 november Vriendschappelijk № 119 «onderlinge duels» 15:30 uur (UTC+1) | Spanje                                                                                          | 6 – 3 | Oostenrijk                                            | Estadio Mestalla, Valencia Toeschouwers: 60.000 Scheidsrechter: Pierre Schwinte (FRA) |
| 22 november Vriendschappelijk № 119 «onderlinge duels» 15:30 uur (UTC+1) | Alfredo Di Stéfano 10', 63' Luis Suárez 14', 27' (pen.) Eulogio Martínez 50' Enrique Mateos 79' |       | 40' Erich Hof 56' Helmut Senekowitsch 86' Adolf Knoll | Estadio Mestalla, Valencia Toeschouwers: 60.000 Scheidsrechter: Pierre Schwinte (FRA) |

|                                                                          |                                                                       |       |                                                        |                                                                               |
| 17 december Vriendschappelijk № 120 «onderlinge duels» 14:30 uur (UTC+1) | Frankrijk                                                             | 4 – 3 | Spanje                                                 | Parc des Princes, Parijs Toeschouwers: 38.622 Scheidsrechter: Reg Leafe (ENG) |
| 17 december Vriendschappelijk № 120 «onderlinge duels» 14:30 uur (UTC+1) | Lucien Muller 27' Just Fontaine 30' Jean Vincent 36' Roger Marche 61' |       | 21' Luis Suárez 80' Eulogio Martínez 88' Martín Vergés | Parc des Princes, Parijs Toeschouwers: 38.622 Scheidsrechter: Reg Leafe (ENG) |

UEFA: Albanië · België · Bulgarije · Denemarken · West-Duitsland · Duitse Democratische Republiek · Engeland · Finland · Frankrijk · Griekenland · Hongarije · Ierland · IJsland · Italië · Joegoslavië · Kroatië · Luxemburg · Malta · Nederland · Noord-Ierland · Noorwegen · Oostenrijk · Polen · Portugal · Roemenië · Saarland · Schotland · Sovjet-Unie · Spanje · Tsjecho-Slowakije · Turkije · Wales · Zweden · Zwitserland

AFC: Israël
RFEF · A-internationals · Selecties · Bondscoaches · Spaans vrouwenelftal · Olympisch elftal · Spanje U21 · Spanje U20 · Spanje U19 · Spanje U18 · Spanje U17 · Spanje U16 · Vrouwen U17
1920 – 1929 ·
1930 – 1939 ·
1940 – 1949 ·
1950 – 1959 ·
1960 – 1969 ·
1970 – 1979 ·
1980 – 1989 ·
1990 – 1999 ·
2000 – 2009 ·
2010 – 2019 ·
2020 − 2029
EK's: 1964 · 
1980 · 
1984 · 
1988 · 
1996 · 
2000 · 
2004 · 
2008 · 
2012 · 
2016 · 
2020 · 
2024
WK's: 1934 · 
1950 · 
1962 · 
1966 · 
1978 · 
1982 · 
1986 · 
1990 · 
1994 · 
1998 · 
2002 · 
2006 · 
2010 · 
2014 · 
2018 · 
2022
OS: 1920 ·
1924 · 
1928 · 
1968 · 
1976 · 
1980 · 
1992 · 
1996 · 
2000 · 
2012 ·
2020
1920 · 
1921 · 
1922 · 
1923 · 
1924 · 
1925 · 
1926 · 
1927 · 
1928 · 
1929 · 
1930 · 
1931 · 
1932 · 
1933 · 
1934 · 
1935 · 
1936 · 
1937 · 1939 · 1940 · 
1941 · 
1942 · 
1943 · 1944 · 
1945 · 
1946 · 
1947 · 
1948 · 
1949 · 
1950 · 
1952 · 
1952 · 
1953 · 
1954 · 
1955 · 
1956 · 
1957 · 
1958 · 
1959 · 
1960 · 
1961 · 
1962 · 
1963 · 
1964 · 
1965 · 
1966 · 
1967 · 
1968 · 
1969 · 
1970 · 
1971 · 
1972 · 
1973 · 
1974 · 
1975 · 
1976 · 
1977 · 
1978 · 
1979 · 
1980 · 
1981 · 
1982 · 
1983 · 
1984 · 
1985 · 
1986 · 
1987 · 
1988 · 
1989 · 
1990 · 
1991 · 
1992 · 
1993 · 
1994 · 
1995 · 
1996 · 
1997 · 
1998 · 
1999 · 
2000 · 
2001 · 
2002 · 
2003 · 
2004 · 
2005 · 
2006 · 
2007 · 
2008 · 
2009 · 
2010 · 
2011 · 
2012 · 
2013 ·
2014 ·
2015 ·
2016 ·
2017 ·
2018 ·
2019 ·
2020 ·
2021 ·
2022
Albanië ·
Algerije ·
Andorra ·
Argentinië ·
Armenië ·
Australië ·
Azerbeidzjan ·
België ·
Bolivia ·
Bosnië en Herzegovina ·
Brazilië ·
Bulgarije ·
Canada ·
Chili ·
China ·
Colombia ·
Costa Rica ·
Cyprus ·
DDR ·
Denemarken ·
Duitsland ·
Ecuador ·
Egypte ·
El Salvador ·
Engeland ·
Estland ·
Equatoriaal-Guinea · 
Faeröer ·
Finland ·
Frankrijk ·
GOS ·
Georgië ·
Griekenland ·
Haïti ·
Honduras ·
Hongarije ·
Ierland ·
IJsland ·
Irak ·
Iran ·
Israël ·
Italië ·
Ivoorkust ·
Japan ·
Joegoslavië ·
Jordanië ·
Kosovo ·
Kroatië ·
Letland ·
Liechtenstein ·
Litouwen ·
Luxemburg ·
Malta ·
Marokko ·
Mexico ·
Nederland ·
Nieuw-Zeeland ·
Nigeria ·
Noord-Ierland ·
Noord-Macedonië ·
Noorwegen ·
Oekraïne ·
Oostenrijk ·
Panama ·
Paraguay ·
Peru ·
Polen ·
Portugal ·
Puerto Rico ·
Roemenië ·
Rusland ·
San Marino ·
Saoedi-Arabië ·
Schotland ·
Servië ·
Servië en Montenegro ·
Slovenië ·
Slowakije ·
Sovjet-Unie ·
Tahiti ·
Tsjechië ·
Tsjecho-Slowakije ·
Tunesië ·
Turkije ·
Uruguay ·
Venezuela ·
Verenigde Staten ·
Wales ·
Wit-Rusland ·
Zuid-Afrika ·
Zuid-Korea ·
Zweden ·
Zwitserland
Australië (2014) ·
Brazilië (2013) ·
Chili (2010) ·
Chili (2014) ·
Costa Rica (2022) ·
Duitsland (2008) ·
Duitsland (2022) ·
Engeland (1982) ·
Engeland (2024) ·
Frankrijk (1984) ·
Frankrijk (2006) ·
Frankrijk (2012) ·
Frankrijk (2021) ·
Griekenland (2008) ·
Honduras (2010) ·
Ierland (2012) ·
Iran (2018) ·
Italië (2008) ·
Italië (2012, 1) ·
Italië (2012, 2) ·
Italië (2016) ·
Italië (2021) ·
Japan (2022) ·
Kroatië (2012) ·
Kroatië (2021) ·
Marokko (2018) ·
Marokko (2022) ·
Nederland (2010) ·
Nederland (2014) ·
Oekraïne (2006) ·
Paraguay (2002) ·
Polen (2021) ·
Portugal (2012) ·
Portugal (2018) ·
Rusland (2008, 1) ·
Rusland (2008, 2) ·
Rusland (2018) ·
Saoedi-Arabië (2006) ·
Slovenië (2002) ·
Slowakije (2021) ·
Sovjet-Unie (1964) ·
Tsjechië (2016) ·
Tunesië (2006) ·
Turkije (2016) ·
West-Duitsland (1982) ·
Zuid-Afrika (2002) ·
Zweden (2008) ·
Zweden (2021) ·
Zwitserland (2010) ·
Zwitserland (2021)